# Dryobotodes
Dryobotodes é um gênero de traça pertencente à família Arctiidae.